# Ajuga saxicola
Ajuga saxicola là một loài thực vật có hoa trong họ Hoa môi. Loài này được Assadi & Jamzad mô tả khoa học đầu tiên năm 1984.